# Santa María la Blanca

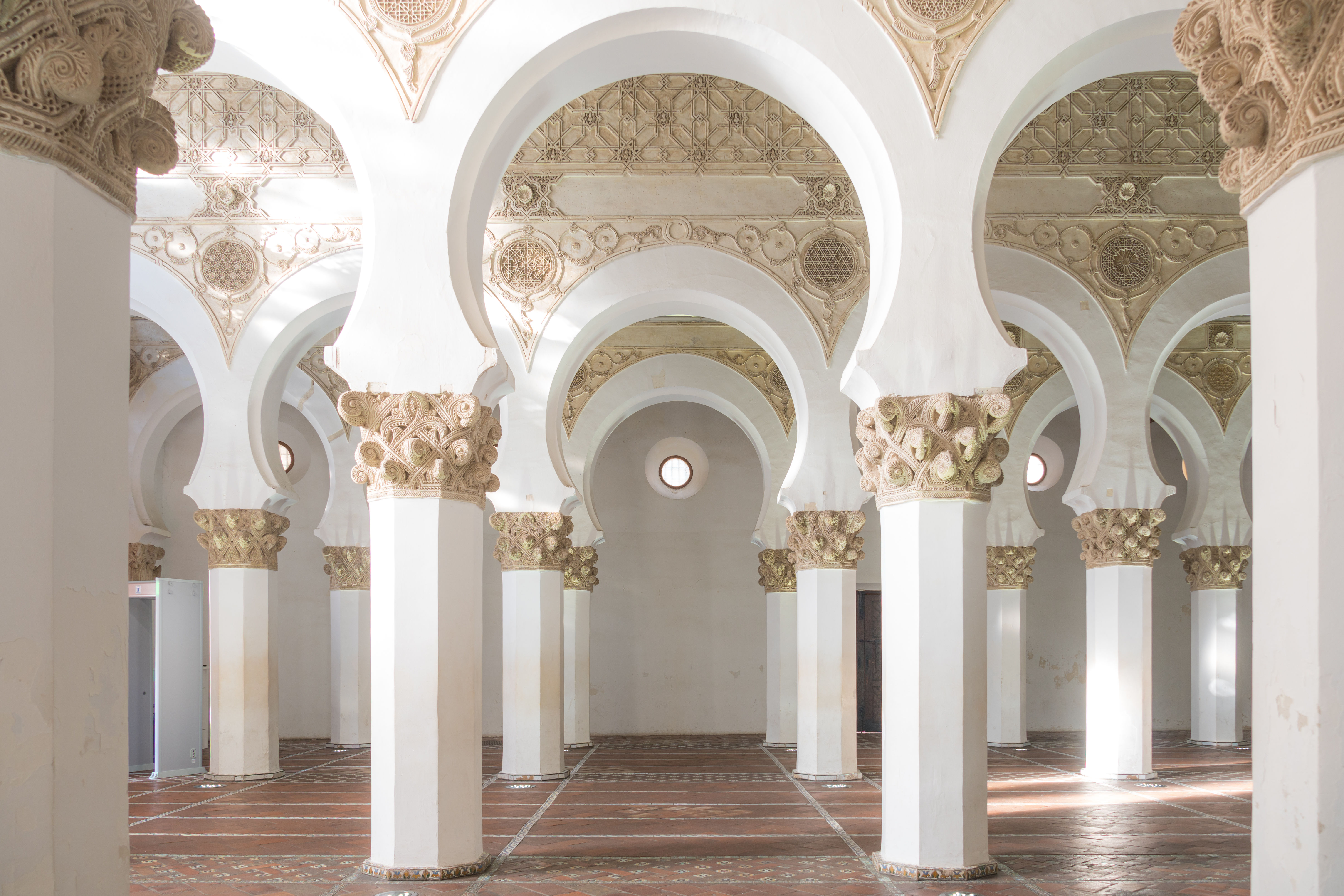
Santa María la Blanca

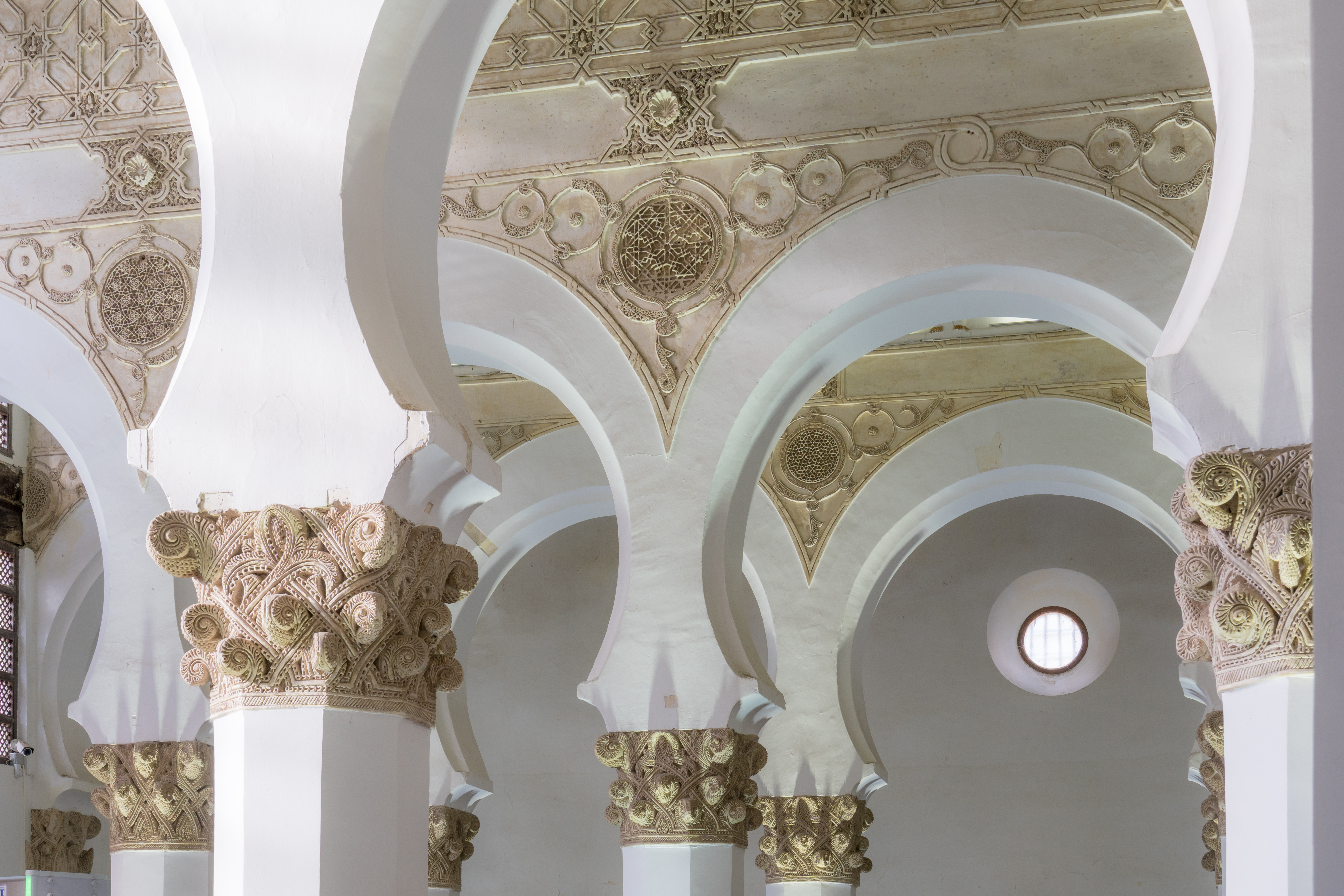
Hufeisenbögen und Stuckdekor

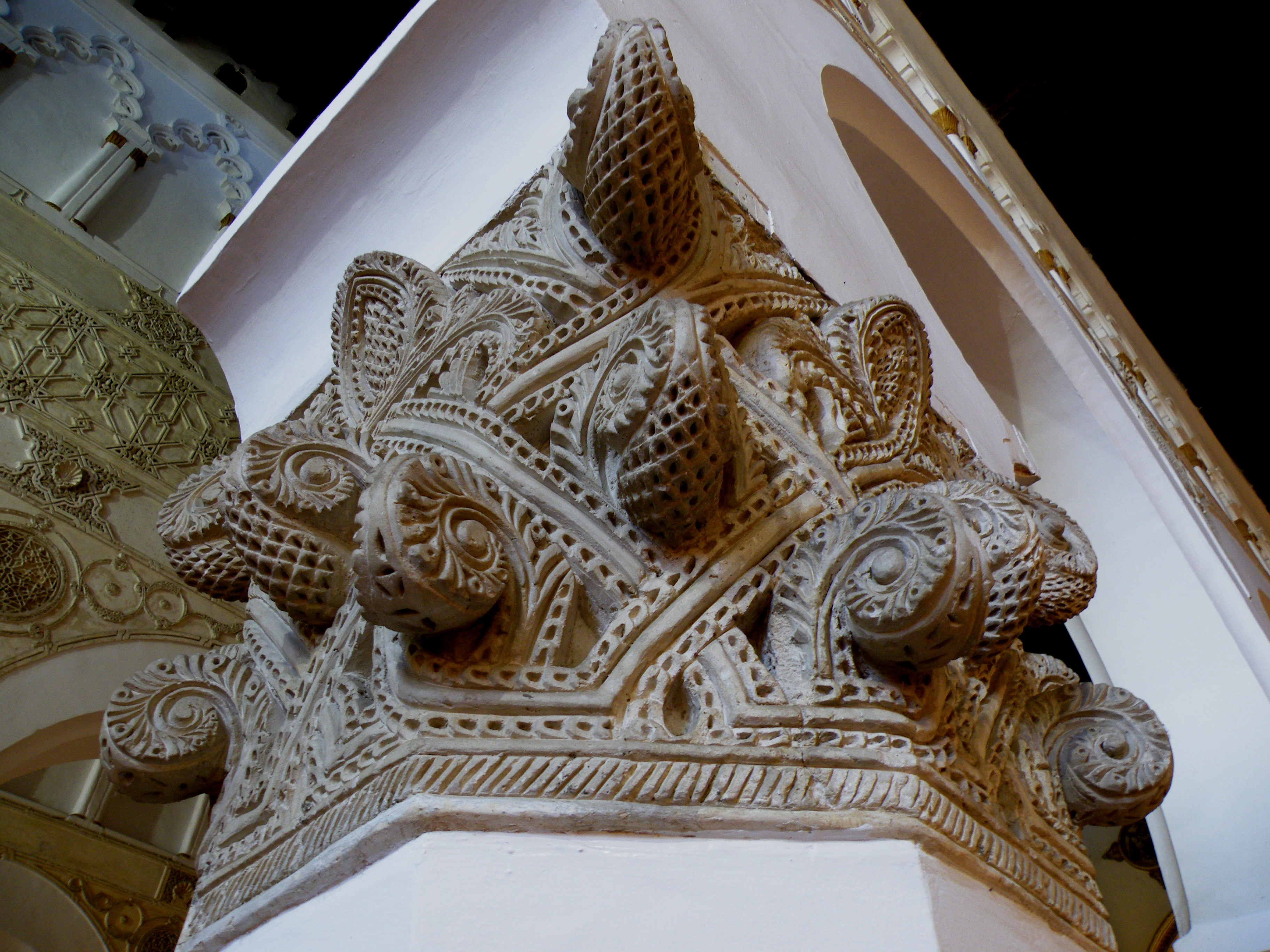
Kapitell

Die katholische Kirche Santa María la Blanca in der spanischen Stadt Toledo wurde ursprünglich als Synagoge Ibn Shushan errichtet. Die zu einer katholischen Kirche umgewandelte Synagoge dient heute als Museum.

## Geschichte
Im 12. Jahrhundert lebten mehr als 12.000 Juden in Toledo und ihre Synagogen waren von der maurischen Kunst beeinflusst.
Nach einer Inschrift wurde die Synagoge 1180 erbaut, doch wahrscheinlich erhielt sie erst im 13. Jahrhundert ihr heutiges Aussehen. Nach den Übergriffen auf das jüdische Viertel (judería oder barrio judío) in den Jahren 1355 und 1391 und der Abwanderung vieler Juden in andere Länder Europas und Nordafrikas wurde sie im Jahr 1405 dem Calatravaorden übergeben und in eine katholische Kirche umgewandelt. Zu diesem Zeitpunkt erhielt sie den heutigen Namen Santa María la Blanca (‚die Weiße‘), der von den weiß verputzten Hufeisenbögen im Innern inspiriert wurde, die die Artesonado-Decke stützen.

## Architektur
Die in ihrem Äußeren völlig unscheinbare ehemalige Synagoge wurde aus Ziegel- und Bruchsteinen im Mudéjar-Stil erbaut. Erst im Innern zeigt sich der Glanz ihrer Architektur: Wände und Pfeiler sind zur Gänze verputzt, in den höheren Wandsegmenten finden sich eingestellte Säulchen und reichhaltiger geometrischer Stuckdekor.
Ein Umbau im 16. Jahrhundert veränderte das Chorhaupt, jedoch behielt das restliche Gebäude das Aussehen einer repräsentativen Moschee der Almohadenzeit bei.
Die fünf Schiffe sind durch Arkaden mit Hufeisenbögen getrennt und ruhen auf 28 achteckigen Pfeilern, deren Kern aus Ziegelsteinen gemauert ist. Die in ihrer Gestaltung nahezu einmaligen monolithischen Kapitelle bestehen aus Pinienzapfen und anderem pflanzlichem Dekor, welches von geradlinigen Flechtwerkbändern durchkreuzt wird.